# Trechus vandykei
Trechus vandykei är en skalbaggsart som beskrevs av René Gabriel Jeannel. Trechus vandykei ingår i släktet Trechus och familjen jordlöpare. Inga underarter finns listade i Catalogue of Life.